# Фосфид натрия
Фосфид натрия — бинарное неорганическое соединение металла натрия и фосфора с формулой Na3P, красные кристаллы, реагирует с водой. Из-за реакции с водой с выделением фосфина относится к ядовитым веществам, не допускать контакта фосфида натрия с водой и с влажным воздухом при хранении и транспортировке.

## Получение
- Спекание натрия с элементарным фосфором в вакууме:

{\displaystyle {\mathsf {3Na+P\ {\xrightarrow {400^{o}C}}\ Na_{3}P}}}
- Действуя жидким аммиаком на смесь металлического натрия с красным фосфором:

{\displaystyle {\mathsf {NH_{3}+3Na+P\ {\xrightarrow {}}\ Na_{3}P\cdot NH_{3}}}}
с последующим разрушением аддукта:
{\displaystyle {\mathsf {Na_{3}P\cdot NH_{3}\ {\xrightarrow {180^{o}C}}\ Na_{3}P+NH_{3}}}}

## Физические свойства
Фосфид натрия представляет собой красные  кристаллы гексагональной сингонии, пространственная группа P 63/mmc, параметры ячейки a = 0,4980 нм, c = 0,8797 нм, Z = 2.

## Химические свойства
- Реагирует с водой с образованием высокотоксичного газа - фосфина:

{\displaystyle {\mathsf {Na_{3}P+3H_{2}O\ {\xrightarrow {}}\ PH_{3}\uparrow +3NaOH}}}